# بهمن‌شیر
رود بهمن‌شیر (شکل فارسی امروزی نام پهلوی وهمن‌اردشیر) شاخه شرقی و اصلی رود کارون در استان خوزستان است که در حاشیه آن به دلیل وجود نخلستان‌های زیبا، ظرفیت مناسبی برای گردشگری روستایی و آبی دارد.
رود کارون پیش از رسیدن به شهر خرمشهر در محلی به نام «سه‌راهی مارد» به دو شاخه تقسیم می‌شود. شاخه مستقیم‌تر آن به سمت جنوب شرقی رود بهمن‌شیر است که پرآب‌تر بوده و با گذشتن از کنار شهر آبادان به خلیج فارسی می‌ریزد. شاخه غربی آن «کورکارون» است که از شهر خرمشهر می‌گذرد و به اروندرود در مرز ایران و عراق می‌پیوندد. درازی رود بهمن‌شیر حدود ۹۰ کیلومتر، عرض آن ۶۰۰ متر و عمق آن حدود ۴ متر است و به موازات اروندرود جریان یافته و مرز شرقی جزیره آبادان را شکل می‌دهد.

## پیشروی آب دریا و ساخت اولین سد سلولی و قفل کشتی‌رانی کشور
از دهه ۱۳۴۰ در رود بهمن‌شیر بحران پیشروی آب شور دریا جدی شد. برای مقابله با آن و نابودی نخلستان‌ها، تدوین طرح جلوگیر از پیشروی آب دریا از سال ۱۳۴۶ شروع شد. ساخت سدهای سلولی بر روی رود بهمن‌شیر از حدود ۱۳۸۴ شروع شد که شامل احداث دو سد سلولی دریچه‌دار بر روی این رود و ساخت سد سلولی مارد در شاخه کورکارون برای تنظیم آب ورودی به بهمن‌شیر بود که مورد آخر پیچیده‌ترین بخش این طرح بود. دلیل طولانی شدن ساخت این سدها نبود تأمین مالی مناسب و بروکراسی پیچیده در اخذ مجوزها بوده است. به‌عنوان نمونه، بررسی گزارش زیست‌محیطی پروژه تا سال ۱۴۰۴ قریب به پنج سال در سازمان محیط‌زیست زمان برد و در این سال در آستانه تصویب بوده‌است.
ساخت سد سلولی چوئبده در پایین‌دست برای جلوگیری از ورود آب شور دریا اهمیت ویژه‌ای برخوردار بود که به شکل جدی‌تر از سال ۱۳۹۷ با اعتبارات صندوق توسعه ملی انجام شد و در حال ساخت است. سد سلولی چوئبین در بالادست بهمن‌شیر که دارای دریچه ورود کشتی و پل معلق است در سال ۱۴۰۱ به بهره‌برداری رسید. اما طرح سد مارد بر روی شاخه کورکارون برای کنترل آب ورودی به بهمن‌شیر و نفوذ آب اروند رود به کارون در سال ۱۴۰۰ مورد بازبینی کلی دوباره هیئت کارشناسی قرار گرفت.

## پیشینه نام بهمن‌شیر
«بهمن‌شیر» یا «بهمن‌اردشیر» یا «وهمن‌اردشیر»، برگرفته از نام نخستین شاه ساسانی (اردشیر بابکان)، نام پیشین شهری بندری بوده که اکنون آن را آبادان می‌شناسیم، و اردشیر بابکان در این بخش ایران اقدامات بسیار انجام داده بود.
به علاوه، رودخانه‌ای که آن را امروزه با نام شط العرب می‌شناسیم و در مرز ایران و عراق قرار دارد، در روزگار ساسانیان با نام وهمن اردشیر یا وهومنه ارتخشیر شناخته می‌شد. ما این رودخانه را امروزه با نام اروند رود می‌شناسیم که در روزگار ساسانیان، نام رودخانۀ دجله بود. 
این شهر در تاختن اعراب به خوزستان به کلی نابود شده و پادگانی عربی به‌جای آن برپا شد. در محل این شهر قدیمی، در اوایل قرن بیستم در زمان ساخت پالایشگاه کارگران روزمزد با ساخت خانه‌هایی در اطراف پالایشگاه، شهر جدید آبادان را به وجود آوردند.

## تاریخچه
کناره‌های بهمن‌شیر از بخش‌های مهم خرماخیز خوزستان به‌شمار رفته، اما در کرانه باختری‌اش نسبت به کرانه خاوری، نخلستان‌های بیشتری وجود دارد. کارون تا پیش از جریان یافتن در شاخه بهمن‌شیر، از شاخه کورکارون (رود کور) به دریا می‌ریخت.
پس از پایان جنگ ایران و عراق (۱۳۶۷ خورشیدی)، بهمن‌شیر از شناورهای غرق شده و مواد انفجاری پاک‌سازی شد و در سال ۱۳۷۱ خورشیدی، وزارت جهاد سازندگی، لایروبی آن را از ابتدای رودخانه موسوم به 'سه شاخه' آغاز کرد، که طبق برآورد و با لایروبی ده میلیون متر مکعب از بستر رود، بخش اول مسیر این رود (از بندر چَویبدِه در سی کیلومتری جنوب شرقی آبادان تا بندر خرمشهر) برای گذر شناورهای باری و صیادی با ظرفیت پنج هزار تن و آبخور سه متر، آماده می‌شد.